# باغ مصلی‌نژاد (جویم)
باغ مصلی‌نژاد (جویم)، روستایی از توابع بخش مرکزی شهرستان جویم در استان فارس ایران است.

## جمعیت
این روستا در دهستان جویم قرار دارد و براساس سرشماری مرکز آمار ایران در سال ۱۳۸۵، جمعیت آن ۱۰ نفر (۴خانوار) بوده‌است.